# Felix Film
Felix Film (japonsky 株式会社FelixFilm, Kabušiki gaiša Felix Film) je japonské animační studio založené 14. května 2014.

## Tvorba

### Televizní seriály
| Rok  | Název                    | Režie                          | Od            | Do                | Díly          | Poznámky | Zdroje |
| ---- | ------------------------ | ------------------------------ | ------------- | ----------------- | ------------- | --- | ------ |
| 2014 | Daitošokan no hicudžikai | Jú Nobuta                      | 8. října 2014 | 24. prosince 2014 | 12            | Založeno na vizuálním románu vyvinutém společností August a vydaném Hazuki. V koprodukci se studiem Hoods Entertainment. | [ 2 ]  |
| 2020 | Nekopara                 | Jasutaka Jamamoto              | 9. ledna 2020 | 26. března 2020   | 12            | Založeno na vizuálním románu vyvinutém studiem Neko Works a vydaném Sekai Project.                                       | [ 3 ]  |
| 2021 | Otherside Picnic         | Takuja Sató                    | 4. ledna 2021 | 22. března 2021   | 12            | Adaptace série light novel, jejímž autorem je Iori Mijazawa. V koprodukci se studiem Liden Films.                        | [ 4 ]  |
| 2022 | Aharen-san wa hakarenai  | Jasutaka Jamamoto Tomoe Makino | duben 2022    | bude oznámeno     | bude oznámeno | Adaptace série mangy, jejíž mangakou je Asato Mizu.                                                                      | [ 5 ]  |

### OVA
| Rok  | Název          | Režie               | Od                | Do                | Díly | Poznámky | Zdroje |
| ---- | -------------- | ------------------- | ----------------- | ----------------- | ---- | --- | ------ |
| 2014 | Days           | Jú Nobuta Team Nico | 25. prosince 2014 | 28. května 2015   | 6    | Založeno na vizuálním románu vyvinutém společností August a vydaném Hazuki. V koprodukci se studiem Hoods Entertainment. | [ 6 ]  |
| 2017 | Nekopara       | Hajaši Hiroki       | 22. prosince 2017 | 22. prosince 2017 | 1    | Založeno na vizuálním románu Nekopara.                                                                                   | [ 7 ]  |
| 2018 | Nekopara Extra | Jasutaka Jamamoto   | 27. července 2018 | 27. července 2018 | 1    | Založeno na vizuálním románu Nekopara Extra.                                                                             | [ 8 ]  |